# 南早川村
南早川村（みなみはやかわむら）は、かつて新潟県西頸城郡にあった村。

## 沿革
- 1889年（明治22年）4月1日 - 町村制の施行により、西頸城郡谷根村、西塚村、東塚村及び五十原村の区域をもって、西頸城郡南早川村が発足する。
- 1901年（明治34年）11月1日 - 西頸城郡西早川村、北早川村及び南早川村が合併して、西頸城郡下早川村が発足する。